# Tossicodipendenza
DipendenzaStato medico caratterizzato da ricerca compulsiva di stimoli gratificanti, nonostante le conseguenze negative
Comportamento di dipendenzaComportamento che è al tempo stesso gratificante e di rinforzo
Farmaco-dipendenzaFarmaco che è al tempo stesso gratificante e di rinforzo
TossicodipendenzaStato di adattamento associato a una sindrome di astinenza al momento della cessazione dell'esposizione ripetuta a uno stimolo (ad esempio, l'assunzione di farmaci)
Tolleranza inversa o sensibilizzazione al farmacoEffetto crescente di un farmaco derivante dalla somministrazione ripetuta a una data dose
Sindrome da astinenzaSintomi che si verificano al momento della cessazione del consumo ripetuto di sostanze
Dipendenza fisicaDipendenza che comprende i sintomi persistenti di astinenza fisica-somatico (ad esempio, la fatica e il delirium tremens)
Dipendenza psicologicaDipendenza che comprende i sintomi di astinenza emotivo-motivazionali (ad esempio, disforia e anedonia)
Stimoli rinforzoStimoli che aumentano la probabilità di comportamenti ripetuti associati loro
Stimoli gratificantiStimoli che il cervello interpreta come intrinsecamente positivo o come qualcosa a cui avvicinarsi
SensibilizzazioneRisposta aumentata a uno stimolo derivante dalla ripetuta esposizione a esso
Disturbo da uso di sostanzeCondizione in cui l'uso di sostanze porta a una compromissione funzionale significativa o disagio
TolleranzaDiminuzione dell'effetto di un farmaco dovuto alla somministrazione ripetuta a una data dose
La tossicodipendenza (dal greco: toxikon, "veleno") viene intesa come una patologia neurobiochimica e comportamentale che porta all'abuso cronico e compulsivo di sostanze (droghe illegali o sostanze legali come l'alcol, il tabacco e i farmaci dispensabili dietro prescrizione medica specialistica per esempio le benzodiazepine, ma le nitrobenzodiazepine per esempio il Rivotril (clonazepam) danno molta più dipendenza delle altre benzodiazepine, per esempio 1mg di clonazepam equivale a 20mg di valium).

## Definizione
In particolare, secondo Koob e Le Moal, la dipendenza da sostanze viene definita come disturbo cronico recidivante caratterizzato da:
- compulsione alla ricerca e all'assunzione della sostanza.
- perdita di controllo nel limitare l'assunzione della sostanza stessa.
- comparsa di uno stato emozionale negativo (caratterizzato da disforia, irritabilità, ansia...) quando l'accesso alla sostanza è precluso.

La dipendenza da sostanze è un problema sociale e sanitario molto diffuso con conseguenze dirette e indirette sull'ordine pubblico e sulla spesa pubblica e in quanto tale è oggetto di interventi generici e specifici dello Stato. Gli effetti negativi sulla salute possono essere diretti e derivare quindi dagli effetti farmacologici della droga e dalla via di somministrazione (per esempio fumata o iniettata utilizzando aghi non sterili) e/o indiretti cioè conseguenti all'utilizzo delle sostanze da abuso come cancro, cirrosi epatica, epatite B e C, AIDS e depressione.

## Potenziale di dipendenza
Il potenziale di dipendenza da un composto psicoattivo varia da sostanza a sostanza e da individuo a individuo. La dose, la frequenza d'uso, la farmacocinetica, la via di somministrazione e il tempo sono tutti fattori critici nel contribuire allo sviluppo di una dipendenza da una sostanza.
Un articolo della rivista medica The Lancet compara il peso della dipendenza di alcune fra le più comuni sostanze di uso ricreativo e di abuso, utilizzando una scala da 0 a 3 per la dipendenza fisica, psicologica, il piacere e la media totale.
| Droga                              | Media     | Piacere  | Dipendenza psicologica | Dipendenza fisica |
| ---------------------------------- | --------- | -------- | ---------------------- | ----------------- |
| Eroina                             | 2.87      | 3.0      | 2.6                    | 3.0               |
| Cocaina                            | 2.39      | 3.0      | 3.0                    | 1.3               |
| Tabacco                            | 2.21      | 2.3      | 2.8                    | 1.8               |
| Barbiturici                        | 2.01      | 2.0      | 2.2                    | 1.8               |
| Alcol                              | 1.93      | 2.3      | 1.9                    | 1.6               |
| Benzodiazepine/Nitrobenzodiazepine | 1.83/2.63 | 1.7/2.30 | 2.1/2.8                | 1.8/2.1           |
| Amfetamine                         | 1.67      | 2.0      | 1.9                    | 1.1               |
| Cannabis                           | 1.51      | 1.9      | 1.7                    | 0.8               |
| Ecstasy                            | 1.13      | 1.5      | 1.2                    | 0.7               |

## Stimolazione magnetica transcranica
La stimolazione magnetica transcranica (Transcranial Magnetic Stimulation, TMS) consiste nell'uso di bobine magnetiche per stimolare i campi magnetici attraverso i quali comunicano i fasci neuronali nel cervello per riattivare quelle aree che sono state spente a seguito del consumo eccessivo di sostanze stupefacenti. 
La ripresa del sonno, il miglioramento dell'umore, una maggiore reattività e la ricerca dei propri hobby sono segni del successo della terapia. Al 2025 non sono note prove di efficacia su larga scala. In genere, la TMS non è l'opzione di prima scelta ed è abbinata all'uso di psicofarmaci prescritti da psichiatri e medici additologi esperti in tossicologia e medicina delle dipendenze. 

## Aspetti giuridici
La persona tossicodipendente può essere oggetto di interdizione giudiziale o della nomina di un amministratore di sostegno per tutelare la salute, gli interessi esistenziali ed economici ed impedire, ad esempio la vendita o ipoteca dei beni di proprietà personali per procurarsi le droghe.
Nell'ordinamento italiano, al 2025 manca un pronunciamento definitivo delle Sezioni unite della Corte di Cassazione circa le condizioni per dichiarare la incapacità di intendere e di volere del tossicodipendente. 
Tuttavia, esiste un orientamento interpretativo secondo il quale l'incapacità di intendere e di volere può essere dichiarata  dal giudice solamente nel caso in cui sussista una malattia cerebrale inguaribile con "psicopatie che permangono indipendentemente dal rinnovarsi di un’azione strettamente collegata all’assunzione di sostanze stupefacenti."

## Nei media

### Saggi
- Jeremy Larner e Ralph Tefferteller, Drogati al magnetofono (The addict in the street), traduzione di Paolo Maranini, Milano, Mondadori, 1966.
- Guido Blumir (con Marisa Rusconi), La droga e il sistema. Cento drogati raccontano. La nuova repressione, Milano, Feltrinelli, 1972.
- Guido Blumir, Eroina: storia e realtà scientifica, diffusione in Italia, manuale di autodifesa, Milano, Feltrinelli, 1976.
- Simonetta Piccone Stella, Droghe e tossicodipendenza, Bologna, Il Mulino, 1999.
- Leopoldo Grosso e Francesca Rascazzo (a cura di), Atlante delle dipendenze, Torino, Edizioni Gruppo Abele, 2014.

### Narrativa
- Thomas De Quincey, Le confessioni di un mangiatore d'oppio (1822)
- Michail Afanas'evič Bulgakov, Morfina (1927)
- Nelson Algren, L'uomo dal braccio d'oro (1950)
- William Burroughs, La scimmia sulla schiena (1953)
- Anonimo, Alice: I giorni della droga (1971)
- Christiane F., Noi, i ragazzi dello zoo di Berlino (1978)
- Hubert Selby Jr., Requiem per un sogno (1978)
- Luciano Doddoli, Lettere di un padre alla figlia che si droga (1985)
- Irvine Welsh, Trainspotting (1993)
- Blake Nelson, Recovery Road (2011)

### Filmografia
- 1955 - L'uomo dal braccio d'oro, film di Otto Preminger
- 1969 - More - Di più, ancora di più, film di Barbet Schroeder
- 1971 - I maledetti figli dei fiori, film di Noel Black
- 1971 - Panico a Needle Park, film di Jerry Schatzberg
- 1981 - Christiane F. - Noi, i ragazzi dello zoo di Berlino, film di Uli Edel
- 1983 - Amore tossico, film di Claudio Caligari
- 1988 - Cocaina, film di Harold Becker
- 1990 - Atto di dolore, film di Pasquale Squitieri
- 1995 - Ritorno dal nulla, film di Scott Kalvert
- 1995 - The Addiction - Vampiri a New York, film di Abel Ferrara
- 1996 - Trainspotting, film di Danny Boyle
- 2000 - Traffic, film di Steven Soderbergh
- 2000 - Requiem for a dream, film di Darren Aronofsky
- 2004 - Ray, film di Taylor Hackford
- 2006 - A Scanner Darkly - Un oscuro scrutare, film di Richard Linklater
- 2018 - Beautiful Boy, film di Felix van Groeningen

### Serie televisive
- 2008/2013 - Breaking Bad, ideato da Vince Gilligan
- 2016 - Recovery Road, ideata da Bert V. Royal e Karen DiConcetto
- 2019/in produzione - Euphoria, ideata da Sam Levinson

### Documentari
- Storia di Filomena e Antonio - Gli anni '70 e la droga a Milano (1976), docu-drama della RAI diretto da Antonello Branca.